# Niedriges Fingerkraut
Das Niedrige Fingerkraut (Potentilla supina) ist eine Pflanzenart aus der Gattung Fingerkräuter (Potentilla) innerhalb der Familie der Rosengewächse (Rosaceae). Sie ist in den gemäßigten und wärmeren Gebieten Eurasiens weitverbreitet.

## Beschreibung

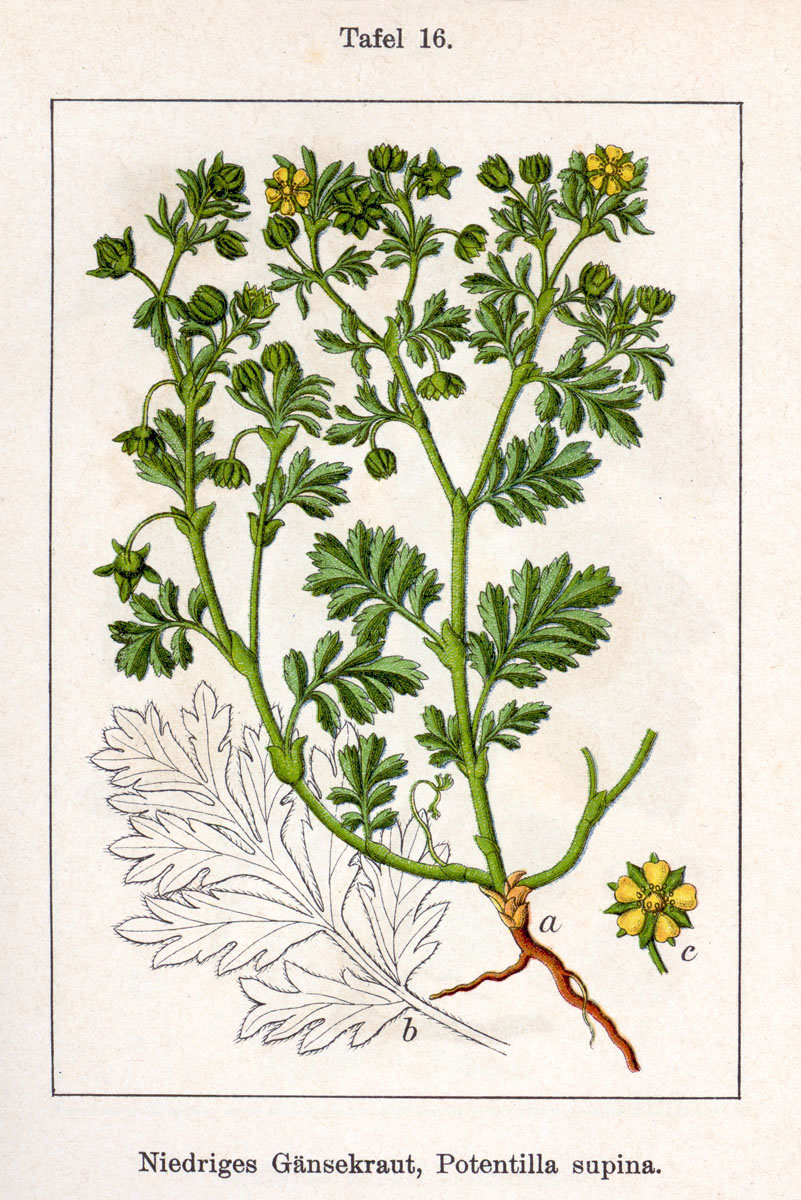
Illustration aus Sturm

### Vegetative Merkmale
Das Niedrige Fingerkraut ist eine einjährige bis kurzlebig mehrjährige, krautige Pflanze. Die oberirdischen Pflanzenteile sind kahl bis weich behaart. Sie besitzt meist mehrere, niederliegende bis aufsteigende, 10 bis 40 Zentimeter lange und  verzweigte Stängel.
Die Laubblätter sind unpaarig gefiedert zwei bis sechs Paaren Fiederblättchen. Die seitlichen Fiederblättchen sind bei einer Länge von 1 bis 3 Zentimetern länglich bis verkehrt-eiförmig, grob gesägt-gekerbt bis fiederspaltig und das Endblättchen ist oft tief gespalten. Die Blattoberseite und -unterseite ist grün.

### Generative Merkmale
Die Blütezeit reicht von Mai bis September. Die Stängel sind reichblütig. Die Tragblätter sind im Blütenstand weit hinauf laubblattartig gestaltet und überragen die jungen Blüten. Die Blüten sind blattgegenständig oder scheinbar achselständig und sitzen auf 5 bis 20 Millimeter langen, nach der Anthese nach unten gebogenen Blütenstielen.
Die zwittrigen Blüten sind bei einem Durchmesser von 6 bis 10 Millimetern radiärsymmetrisch und fünfzählig. Die fünf Kelchblätter sind 3 bis 4 Millimeter lang und dreieckig. Die fünf freien, gelben Kronblätter sind meist kürzer als die Kelchblätter.
Die Chromosomenzahl beträgt 2n = 28.

## Vorkommen
Potentilla supina ist in den gemäßigten und wärmeren Gebieten Eurasiens weitverbreitet. Sie kommt von Frankreich im Westen durch Mitteleuropa, das südliche Osteuropa und das südliche Sibirien nach Osten bis nach China und Korea vor. Im Norden gibt es einzelne Vorkommen bis zum mittleren Skandinavien, im Süden in Nordafrika, Anatolien, Irak, Iran, Armenien und in den zentralasiatischen Gebirgen. 
Potentilla supina kommt in der mitteleuropäischen Florenregion recht selten und nur vereinzelt und oft unbeständig vor. Ob das Niedrige Fingerkraut in Mitteleuropa ursprünglich beheimatet ist, ist nicht ganz sicher. Es tritt besonders außerhalb seines Hauptverbreitungsgebiets eher wie eine unbeständige Adventivpflanze auf. Ihre Standorte sind naturgemäß raschen Veränderungen unterworfen und ihre Vorkommen oft bedroht.
Das Niedrige Fingerkraut kommt in Deutschland nur im Osten verbreitet vor. Im Rhein- und Maingebiet ist es häufiger zu finden. An der Unterelbe, der oberen Weser, am mittleren und unteren Neckar, und an der Donau bei Regensburg tritt es selten auf. 
In der Schweiz tritt es nur selten und adventiv auf. 
In Österreich tritt das Niedrig-Fingerkraut zerstreut bis selten in allen Bundesländern auf. Nur in der pannonischen Florenprovinz ist es ursprünglich, im Gebiet der mitteleuropäischen Florenregion tritt es nur unbeständig verschleppt bis eingebürgert auf.
Potentilla supina wächst vor allem auf schlammigen bis kiesigen Ufern von Gewässern, an Wegrändern, auf Straßenschotter, im Bereich von Hafen- und Bahnanlagen, auf Auffüllerde, Klärschlamm usw. Diese licht- und etwas wärmeliebende Art bevorzugt nährstoffreiche, frische bis feuchte Böden. Sie ist in Mitteleuropa eine Charakterart der Ordnung Bidentetalia und kommt oft zusammen mit dem Rotgelben Fuchsschwanzgras (Alopecurus aequalis) vor.

## Bilder

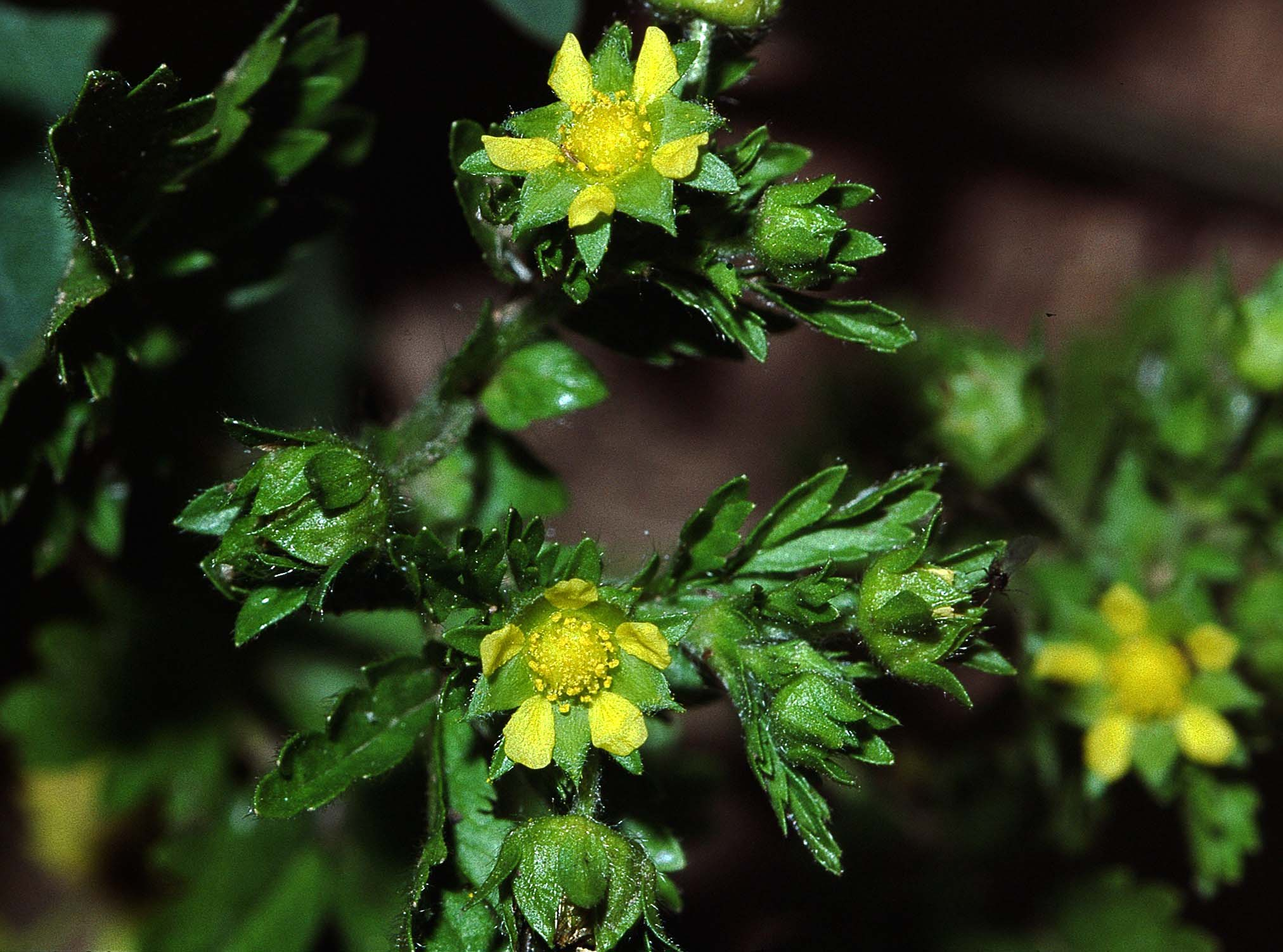
Blütenstand
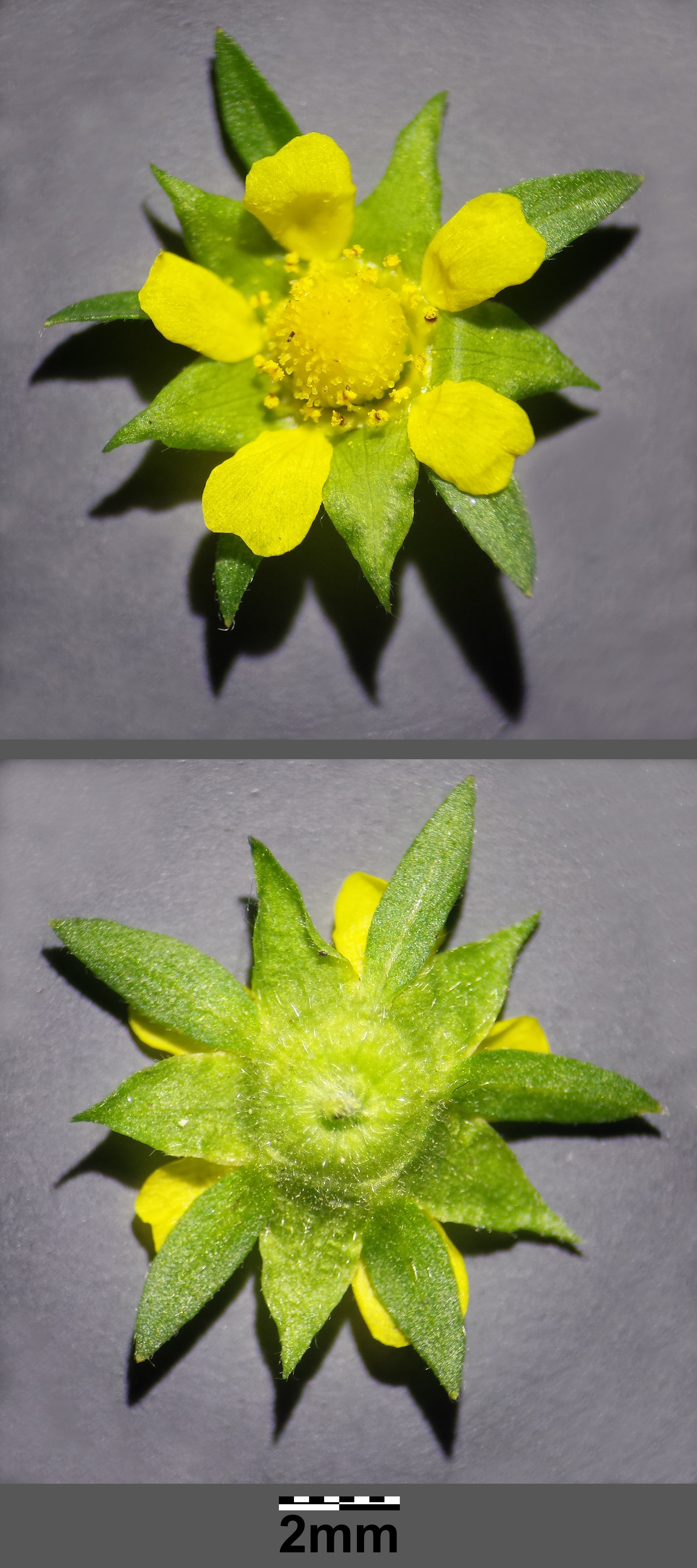
Auf- und Untersicht der radiärsymmetrischen, fünfzähligen Blüte. Der Kelch weist einen Außenkelch auf.
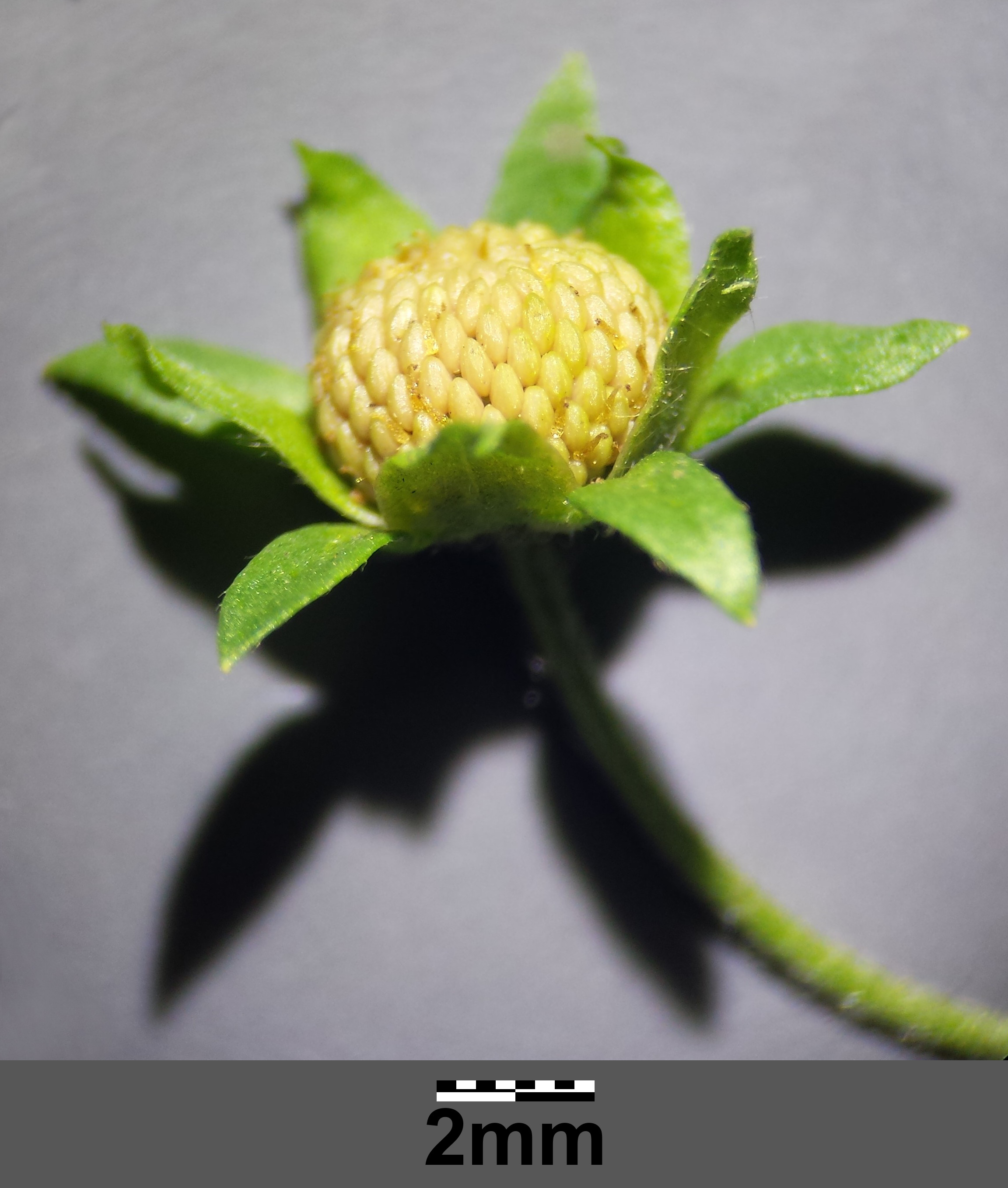
Sammelfrucht
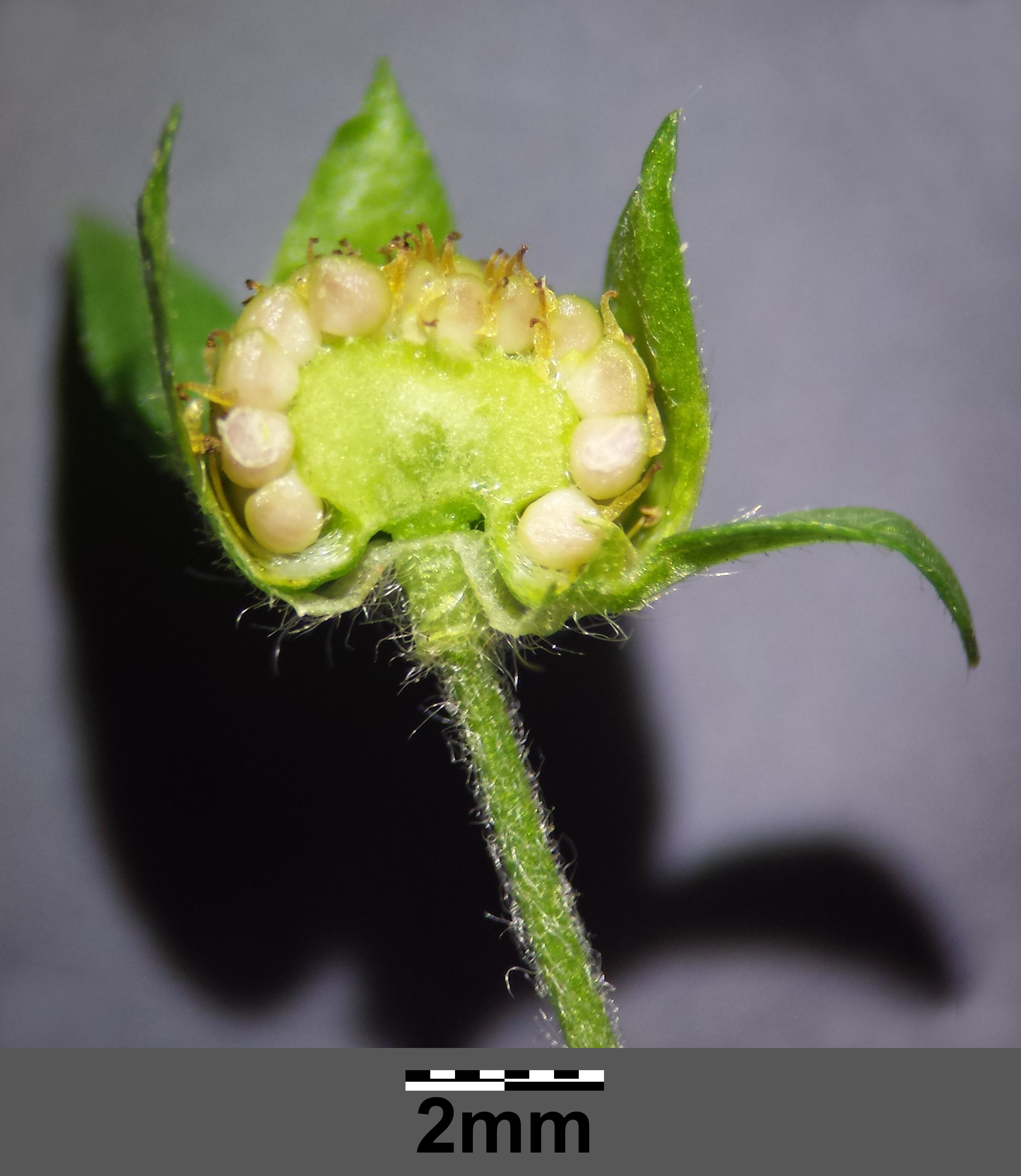
Durchgeschnittene Sammelfrucht
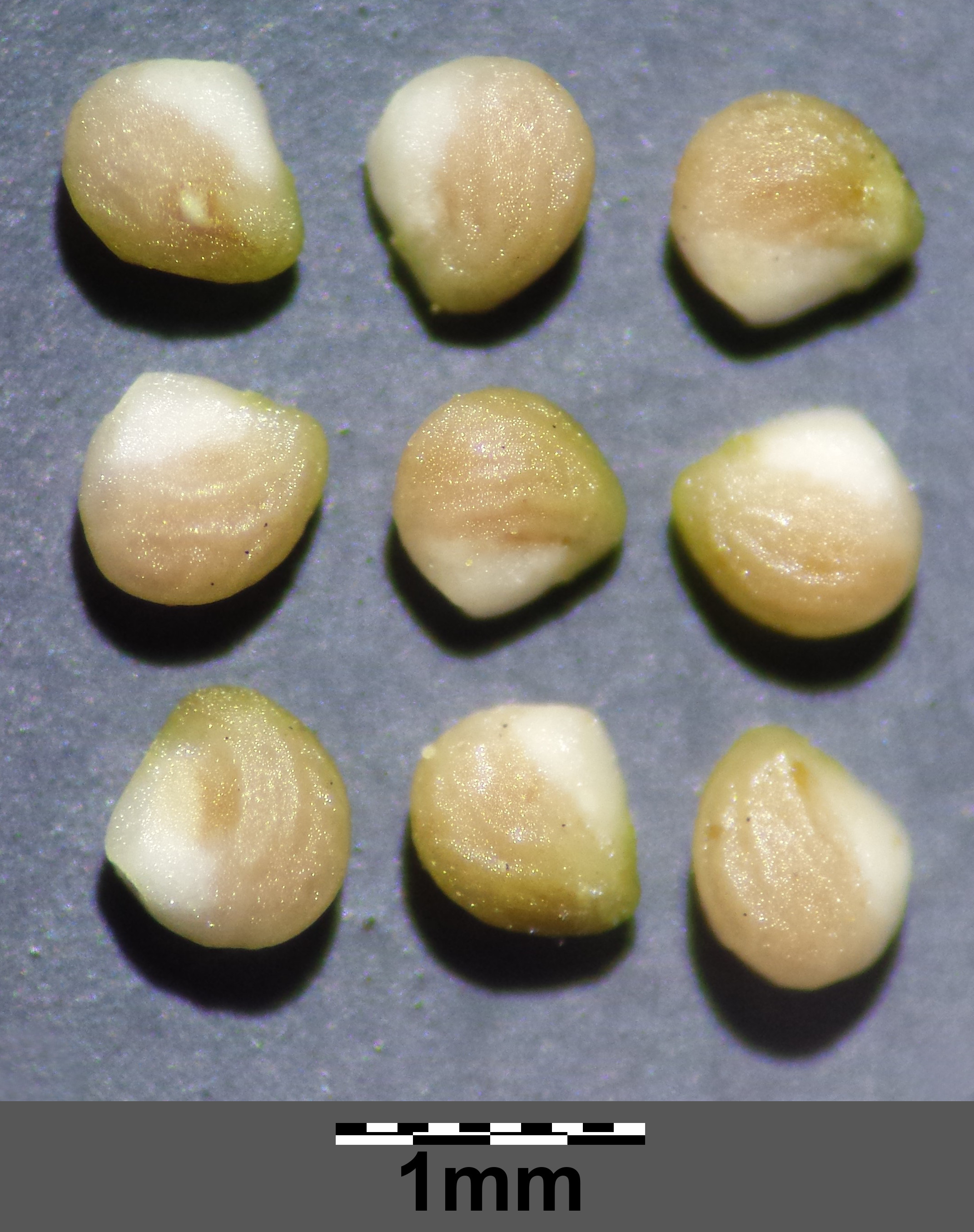
Nüsschen